# 루손 전투
루손 전투(Battle of Luzon)는 1945년 1월 6일부터 종전까지 필리핀 루손섬에서 벌어진 일본군(제14방면군 : 사령관 야마시타 도모유키 대장)과 미군의 육상전을 말한다. 미군은 3월에 수도 마닐라를 장악했지만, 그 후에도 종전까지 전투가 이어졌다. 일본군에 기갑사단이 배속되어 있었기 때문에, 태평양 전선에서 드물게 치열한 전차전이 벌어졌다.

## 배경
필리핀 탈환을 목표로 미군을 중심으로 한 연합군은 레이테만 전투, 레이테 전투에서 승리를 거두며 필리핀 동부의 제공권, 제해권을 장악했다. 또한 민도로 섬 점령으로 루손을 공략하기 위한 항공 작전 기지를 확보하는 데 성공했다. 그리고 드디어 루손 섬에 상륙 작전을 펼치기로 했다. 그리고 첫 번째 전략적 목표를 수도 마닐라의 탈환으로 잡았다. 루손 섬에서 다수의 필리핀 게릴라 부대가 협력 체제를 구축하여 상륙을 기다리고 있었다.
이에 대해 일본 측 현지 사령부인 제14방면 군의 작전 계획은 루손 섬에 전력을 집중하여 평원 지역에서의 결전을 벌인다는 계획이었다.
그러나 포르모사 공중전의 과대 전과 판정에 의한 대본영의 정책 전환으로 레이테 전투를 위해 루손에서 병력을 차출함으로써 루손 섬의 일본군 전력은 크게 감소했다. 게다가 당시 제14방면군의 작전 참모를 했던 호리에이조오 중령 등은 “함포 사격을 많이 하는 미군을 상대로 해안에서 전투를 벌이기보다는 함포의 포탄이 닿지 않는 산악에서 지구전을 펼치는 편이 바람직하다”는 조언을 했고, 사령관 야마시타 장군은 ‘지구전을 통해 적을 루손 섬에 최대한 묶어둔다’는 방침을 결정했다.
일본군은 전력을 ‘상무’(尚武), ‘진무’(振武), ‘겐무’(建武)의 세 집단으로 나누어 방위 태세에 들어갔고, 방면군 사령부도 1945년 1월 3일에 이포에서 북부 산맥의 바기오로 이동했다. 호세 라우렐 대통령을 수반으로 하는 일본의 영향 하에 있던 필리핀 정부도 마찬가지로 북쪽으로 이동했다.

## 전투

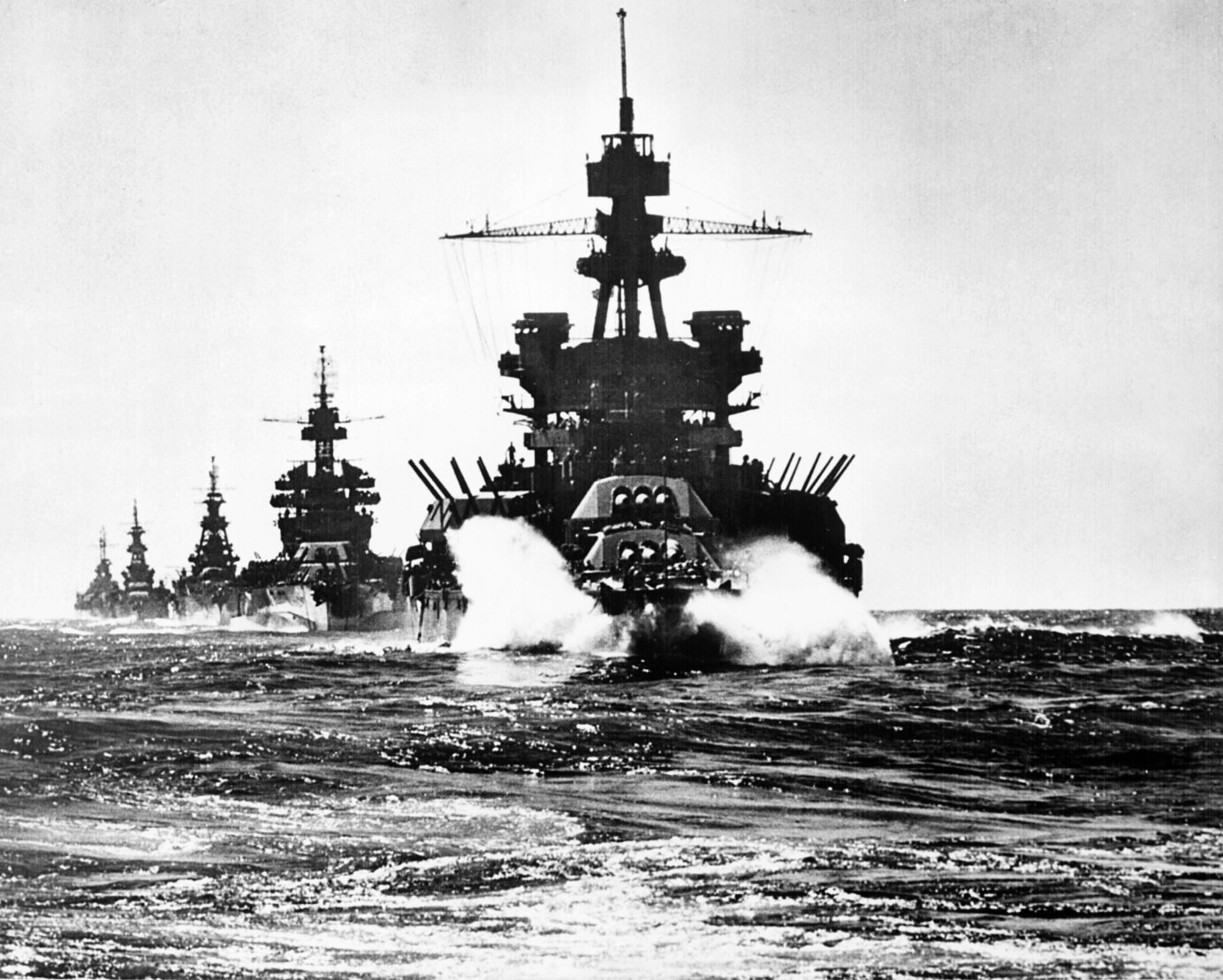
링가옌만에 접어드는 미7함대 소속 전함 펜실베이니아와 콜로라도

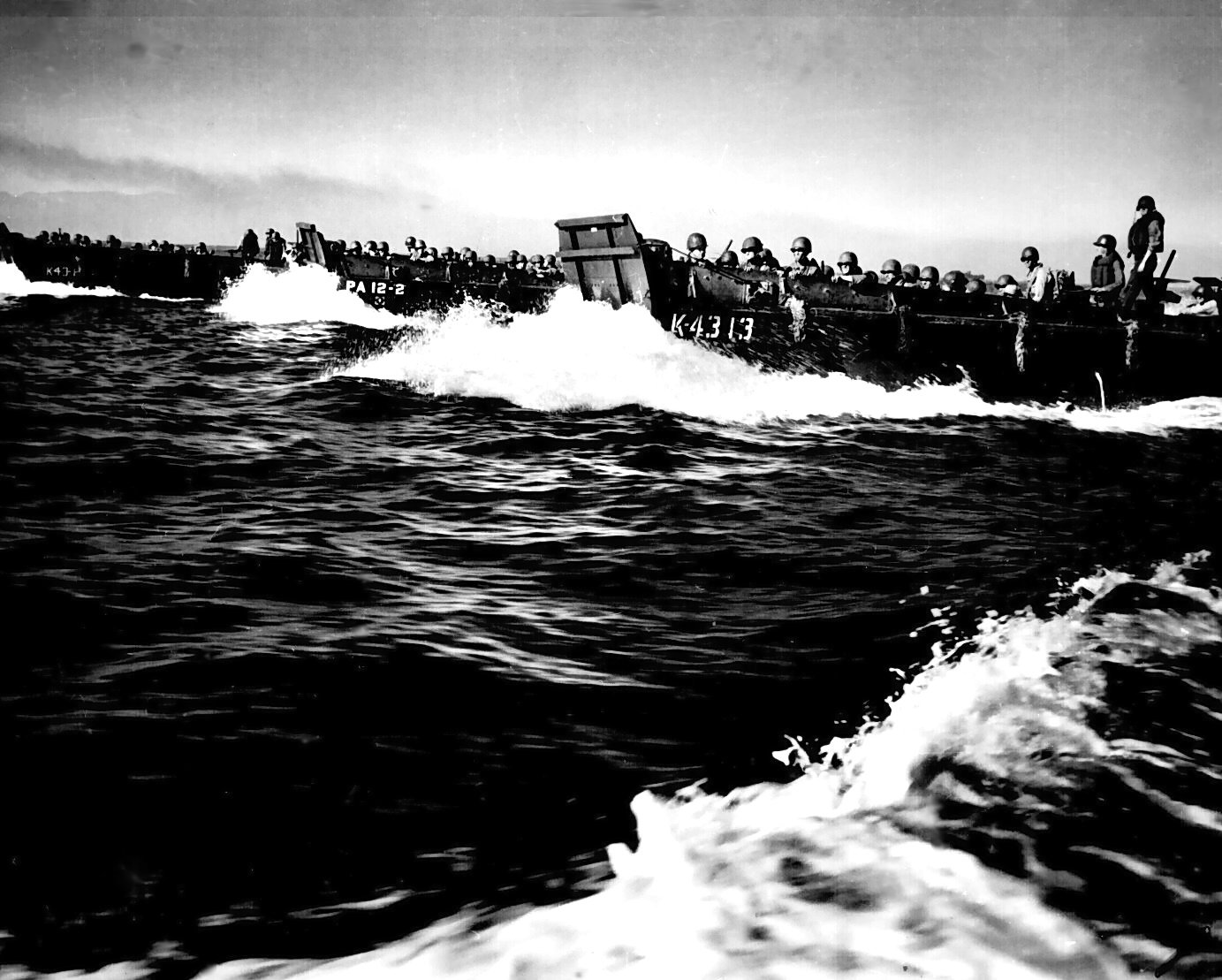
해안에 상륙하는 미군제1파

### 연합군의 상륙
1945년 1월 4일, 미군 항공대는 마닐라와 링가옌만 사이를 대상으로 폭격을 시작했다. 1월 6일부터 미국 해군 제7함대에 의한 함포 사격이 시작되었고, 3일 동안 일본군의 해안 진지의 대부분을 파괴했다.(링가옌만 상륙전 1월 6일 - 1월 9일) 루손에 대한 공략은 계획된 것처럼 1945년 1월 9일 ‘S-데이’(S-day)라는 암호명으로 시작되었다. 1월 9일 아침, 미국 제6군 소속 제25사단, 제32사단 그리고 다른 6개 사단 등 175,000명은 링가옌만에 상륙을 개시했다. 일본군 진지에 대한 사전 함포 포격은 오전 7:00에 시작되었다. 그리고 상륙은 한 시간 이후에 시작되었다. 상륙군은 일본군 가미카제 특공대의 강력한 저항에 부딪쳤다. 호위항공모함 〈오마니베이 함〉(USS Ommaney Bay, CVE-79)이 가미카제의 공격으로 격파되었고, 반면 구축함 1척과 여러 척의 전함이 침몰했다.
우선 제6군 제1군단 소속의 2개 사단 기간병들이 북쪽으로, 제14군단 소속 제1기병사단과 제37 보병사단은 마닐라 공략을 목표로 남쪽으로 향했다.
일본 측은 제23사단과 독립 혼성 제58여단, 거기에 제23사단에 배속된 전차 2사단의 시게미 지원부대(지원부대장 : 시게미 이사오 소장. 전차 제3여단 기간의 전차 60량 등)가 요격에 나섰다. 1월 16일 밤에는 제23사단과 독립혼성 제58여단 각각 1개 대대가 시게미 지원부대의 지원을 받아 야습을 하여 기대 이상의 전과를 내는 등 적극적인 활약을 했다. 그러나 하순이 되면서 연안의 제23사단의 최전선 진지는 고립되고, 포위되어 북부를 담당하는 독립혼성 제58여단과 동부 내륙의 제10사단도 점차 소모되고 있었다. 27일에는 산마누엘에서 시게미 지원부대가 전멸당했고, 시게미 소장도 전사했다.
북상하는 미군 제1군단은 파울로와 산호세 등에서 전차 2사단 주력 부대의 요격을 받아 격렬한 전차전이 벌어졌다. 2월 중순경 일본군 전차는 거의 전멸당했지만, 그 이전에 북부의 일본군은 산지로 물자를 이동시켜 지구전 태세를 구축하는 데 성공했다.

### 클라크 지역 전투
한편, 링가옌만 남쪽에서는 연합군의 진격은 순조로웠다. 일본의 겐무집단이 방어를 하고 있었지만, 주로 비행장과 관련된 방공 부대와 정비 요원을 재구성하면서 전력 부족을 겪고 있었다.
1945년 1월 8일 겐무집단장에 부임한 츠카다 리키지 중장(제1정진집단장 겸임)은 마닐라 북서쪽으로 약 100km 떨어진 클락 지역에 있는 13개의 비행장들을 지키고, 연합군에 의한 공항 이용을 최대한 지체시키는 것을 목표로 했다. 그래서 비행장 서쪽 평지에 제1선 진지를 만들고, 그 서쪽으로 약 3km 떨어진 산악지역에 제2선 진지를 배치했다. 또한 거기에서 서쪽으로 약 3~9km에 걸쳐 전방위 방어 진지를 여러 둘레에 걸쳐 설치를 했다. 겐무집단은 총 병력 3만 명이었지만, 실제로는 클라크 지역의 육해군 항공 부대를 잡다하게 긁어모은 부대였다. 제10 항공지구사령부 예하의 9개 비행장 대대를 비롯한 60개 이상의 육군부대(약 11,000명)와 제26 항공전대(스기모토 소에 소장)를 비롯한 해군부대(군인 약 13,500명, 군속 2500명) 등으로 구성된 잡다한 편제였다. 유력한 전투 부대는 제1정진 집단의 글라이더 공수부대인 활강보병 제2연대와 전차 2사단 소속의 기동보병, 제2연대의 총 3000명 정도였다. 이 밖에 바탄반도의 나가요시 지원부대(永吉支隊)가 휘하에 있었지만, 실제로는 독립부대로서의 기능을 하고 있었다.
1월 20일경부터 연합군은 클락 지역에 진입해 25일 미군 제14군단(제37, 제40사단 기간)으로 공격을 시작했다. 압박을 당한 겐무집단은 29일에 이미 제2선 진지까지 후퇴했다. 30일에 미군은 스톱첸버그 공항에 성조기를 게양하고 클라크 비행장의 장악을 선언했다. 미군 주력 부대는 그대로 마닐라를 목표로 계속 남진했다.
그 후에도 연합군 일부는 겐무집단의 산악 진지를 계속 공격했다. 격렬한 공습에 의해 겐무집단의 진지 근처에 있는 숲은 잿더미가 되었다. 일본군이 전차의 진입은 불가능하다고 생각했던 지역도 미군은 불도저를 이용하여 군용 도로를 건설하고 탱크로 침공했다. 최종 방어선인 복식 외곽 진지도 2월 9일부터 공격이 시작되었다. 4월 1일 오키나와 전투가 시작되었다는 것을 알게 된 츠카다 중장 등은 비행장을 총공격해 옥쇄하거나, 흩어져서 게릴라전을 실행할까 검토한 끝에 4월 5일에 집단을 해산하고 게릴라전을 결정했다. 이 시점에서 겐무집단의 통제 하에 남아 있던 병력은 육군 1200명, 해군 2400명까지 줄어들어 있었다. 4월 17일경부터 소부대로 분산 행동을 시작했고, 조직적인 전투력은 거의 상실되었다. 해군 부대 지휘관인 스기모토 소장은 6월에 전사했다. 그사이 연합군 측은 새롭게 미군 제11군단이 도착하여, 제14군단과 교대했다.

### 마닐라 공방전
미군은 필리핀 수도 마닐라의 탈환을 가장 중요시 했다. 링가옌만에서 남하한 2개 사단 외에도 1월 30일에는 제8군 소속의 제11군단이 바탄반도 근처의 수빅 만에 위치한 산안토니오에 도착했다. 다음날 31일에는 마닐라 남서쪽 나스그브에도 미군 제24군 소속 제11 공수사단이 상륙했으며, 2월 3일에는 제511 공수연대가 낙하산 강하를 하여 모두 마닐라를 향해 진격을 시작했다. 이에 대항하여 일본군은 마닐라를 포함한 남부 일대는 진무집단의 담당 지역으로 할당하고, 마닐라 시내와 주변에는 해병대인 마닐라 해군방위대(사령관 : 이와부치 산지 해군 소장)와 휘하의 육군 노구치 부대 등이 포진해 있었다. 또한 바탄반도에 겐무집단의 나가요시 지원대가 배치되어 있었다.
2월 3일 미군은 마닐라에 진입했고, 약 1개월간의 치열한 시가전이 벌어졌다. 일본군은 진무집단 본대의 6개 대대를 가지고 총공격에 나서 지원을 했지만 격퇴되었다. 노구치 대령은 25일 전사했고, 이와부치 소장은 2월 26일 자결을 했으며, 3월 3일에 마닐라는 연합군이 전역을 장악했다. 이 시가전으로 인한 일본군의 사망자는 약 12,000명에 달했으며, 연합군 측의 손해는 전사 1000명, 전상 약 5500명(링가옌만 상륙 이후 누계로는 사상 약 25,000명)에 달했으며, 10만 명 이상의 마닐라 시민들이 희생되었고 도심은 폐허가 되었다. 제14방면군은 원래 마닐라를 교전없이 무방비 도시로 개방한다는 방침이었지만 해군이 완강하게 시가전을 고집한 것과 대본영 마닐라 포기를 인정 않았기 때문에 일어난 비극이었다. (자세한 내용은 마닐라 전투 (1945년) 및 마닐라 대학살 참고)
바탄반도와 코레히도르섬에서도 전투가 진행되었다. 바탄반도의 나가요시 지원대(지원대장 : 키치 대령 보병 제39 연대 2개 대대 기간병 3500명)는 1월 30일에 상륙한 미군 제38보병사단과 제24보병사단 1개 연대 기간병의 맹공을 받았다. 코레히도르 섬 요새는 진무집단 지휘 하에 마닐라 만 입구방위대(사령관 : 이타가키 타카시 해군 대령, 임시 보병 1개 대대 등 육군 1500명과 해군 3,000명)이 방위를 맡고 있었지만, 1월 22일부터 미군의 맹렬한 함포 사격과 공습, 심지어 건너편에서도 포격을 받기 시작했다. 코레히도르 섬 수비대는 2월 15일에 특공정 신요(震洋) 36척을 출격시켰지만, 전과는 상륙지원정 3척에 그쳤다. 2월 16일 미 제24 보병사단의 일부에 의해 상륙이 시작되어 제503 공수연대도 낙하했다. 일본군은 요새 터널을 이용하여 야습을 틈탄 저항을 했지만, 17일 이타가키 대령이 전사하는 등 지휘계통이 마비되었고, 20일 이후 대규모 반격은 할 수 없게 되었다. 3월이 되면서 결국 섬을 탈출할 수밖에 없었던 잔존 병력 약 300명만이 나가요시 지원부대로 합류했다. 마닐라 항구의 다른 섬에도 연합군이 상륙하여 지하 시설에 석유를 흘려 점화하는 등의 공격으로 일본군을 제압했다. 3월경에 일본군 잔존 병력은 키치 지원대와 코레히도르 지원대 총 1500명이었으며, 9월 상순에 겐무집단 본대와 함께 투항했을 때는 약 280명이었다. 이렇게 바탄 전투에서 기록한 손해는 일본 측이 전사자 4,497명, 연합군 측이 전사 228명과 전상 727명이었다. 한편, 코레히도르 섬에는 종전 후에도 일본군이 숨어 있었으며, 1946년 1월 18명이 억류되었다.
바탄 지역의 일본군이 대체로 제압되면서, 마닐라의 항구는 연합군의 중요한 병참 기지로 사용되기 시작했다.

### 남부 전투
루손 섬 남부 진무집단은 마닐라 함락 이후 동쪽의 산지에서 남부 연안에 자리를 잡고 지구전을 시도했다. 이 시점에서의 병력은 10만 명을 넘어갔지만, 선박 부대와 해군 부대가 다수 포함되어 있는데다 예하 2개 사단 중 제105사단을 북부에 전진시켰기 때문에, 실제는 제8사단을 핵심으로 한 1개 보병사단만이 제대로 된 전력이었다. 그럼에도 불구하고 그들은 완강하게 저항했다.
마닐라 시가전도 막판에 이른 2월 23일 미군 제6사단, 제43사단과 1개 연대가 진무집단의 제1선 진지 대한 포위 공격을 시작했다. 미군은 맹포격 이후 전차를 앞세워 공격을 거세게 진행해 나갔다. 이에 대항하여 일본군은 3월 중순 경부터 제2차 총공격으로 반격을 시도했고, 이를 통해 미군 제6사단장에 중상을 입히고, 제1연대장을 전사시키는 등의 전과를 올렸다. 그러나 결국 3월 하순 무렵이 되면서 일본군은 제1선 진지를 포기하고 제2선 진지로 후퇴했다. 4월이 되자, 미군은 3개 사단을 투입하여 최종 포위 공격을 퍼부었다. 일본 측의 진무집단은 북방의 주력군 외에도 바탕가스의 후지병단 (보병 제17연대 기간병), 비콜 반도에 주둔한 후방 부대인 비콜 지원대 세 갈래로 나눠져서, 고전을 할 수 밖에 없었다. 사이토우 병단은 제105사단의 북부 이전을 은닉할 목적으로 양동 부대처럼 떼어낸 1개 연대 기간 소부대였지만 사단 이상으로 가장하기 위해 "병단"라고 칭하고 있었다.
주력 부대와 후지병단은 각각의 제2선 진지에 숨어 미군과 치열한 공방전을 벌였지만, 그곳마저도 철수할 수밖에 없게 되었다. 6월경에는 집단적, 조직적인 전투가 불가능한 상태에 빠졌고, 소부대로 흩어져 산악 지대에서 지구전을 할 수밖에 없었다. 주력 부대를 이끄는 요코야마 중장은 9월 들어 종전이 된 것을 알고 9월 8일에 항복 문서에 서명했다.
한편 비콜 지원대는 4월 1일부터 야전을 중심으로 싸웠지만 4월말까지는 상당한 피해를 입었다. 그 후에도 통신 기기의 부재로 종전을 모른 채 전투를 계속하다가, 11월 들어 통신이 회복될 때까지 게릴라와 교전을 벌였다. 11월 20일 미군의 관리에 들어갔지만 그때는 병력 2,400명이 700명으로 줄어 있었다.
진무집단 전체 초기 병력 약 105,000명 중 전사 60,000명, 말라리아와 기아 등으로 병사한 15,000명, 실종 13,000명, 포로 1600명의 대규모 손실을 입었다. 종전 직후 미군 시설에 수용된 사람은 약 13,000명으로 이 밖에 종전 후 연합군과 게릴라와 싸운 것으로 보이는 비콜 지원대 등 2500명이었다.

### 북부 전투

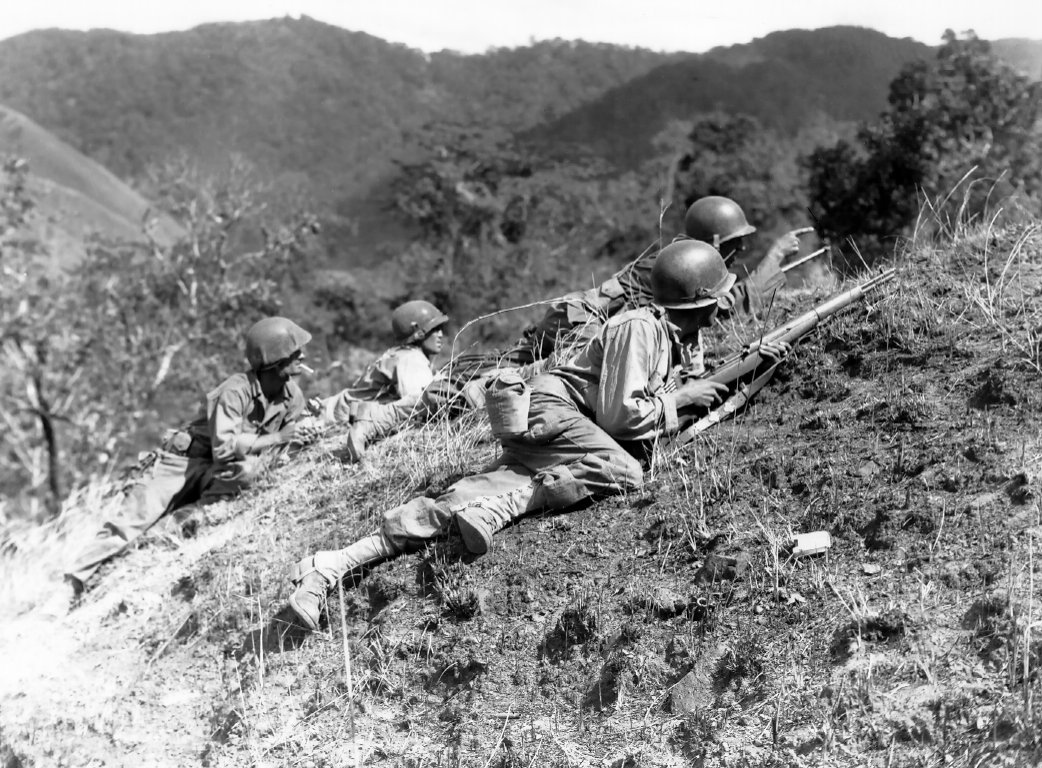
바기오 근처의 발레타 고개에서 일본군과 대치하는 미군

일본군 주력 상무집단은 방면군 사령부가 있는 바기오를 중심으로 북부 산지에서 방어전을 펼쳤다. 연안 전투에서 후퇴한 전차 제2사단, 제23사단, 독립혼성 제58여단 외에 제10사단, 제19사단, 제103사단, 제105사단 (진무집단에서 차출), 독립혼성 제61여단 등이 있었고 총 병력은 약 15만 명이었다. 이 중 제103사단은 북쪽의 아파리와 북동부 투게가라오 독립 혼성 제61여단은 대만 사이의 바부얀 제도에 배치되었고, 제19사단은 북부 산중에서 게릴라 소탕전을 실시 중 1개 연대가 북서쪽 비간 ~ 라오아그로 배치되었고, 나머지 여러 부대가 북상하는 미군을 요격하게 되었다. 상무집단은 곡창 지대인 카가얀 계곡을 바기오와 함께 중시하고 있었기 때문에 남부 산호세에서 산타페를 통해 카가얀 계곡으로 이어지는 5번 국도의 발레타 고개(Baleta Pass)가 요지가 되었다.
2월 하순, 미군 제1군단은 산악 지대에 진입했다. 바기오에 미군 제33사단이 11번 국도 등지로부터 북진하는 일본군 제23사단과 독립 혼성 제58여단과 격돌했다. 캠프3 지점에서 일본군에 막혀 11번 국도에서 돌파에 실패한 미군은 서쪽에서 바기오로 이어지는 다른 길로 우회 공격을 시도했다. 이것도 일본군에게 차례차례로 막혔지만, 결국 새로운 방법으로 제37사단이 나기리안을 지나는 9번 국도에서 우회 돌파에 성공했고, 4월에는 북서쪽에서 바기오에 다달았다. 4월 16일, 야마시타 장군은 호세 라우렐 대통령 등을 일본 본토로 탈출시켰다. 일본군은 이리산 부근에서 전차를 이용한 특공 작전 등 마지막 저항을 시도했지만 돌파당했고, 4월 26일 바기오는 함락당했다. 제14방면군 사령부는 카가얀 계곡으로 후퇴했다.
한편, 카가얀 계곡 방면에서는 미군 제25사단이 5번 국도를 타고 가서 3월 상순에 발레타 고개에서 제10사단과 전투를 벌이고 있었다. 또한, 서쪽으로는 미군 제32사단이 277번 국도가 5번 국도에 합류하는 산타페 앞의 살라크사크 고개(Salacsac Pass)에서 전차2사단 (보병부대로 재편)과 전투를 벌였다. 일본군은 남쪽에서 전진해 온 제105사단의 다른 병참부대까지 발레타 고개, 살라크사크 고개 전선에 투입했다. 양군은 산악 지대에서 일진일퇴의 격전을 벌였다. 미군은 5월 중순에야 산타페를 점령했지만, 그때까지 제25사단은 전사 685명, 전상 2090명, 제32사단은 전사 825명, 전상 2160명의 피해를 입었고, 제32사단만 6000명의 전투 사상자가 생기는 큰 손해를 입었다. 한편, 일본군도 엄청난 인적 피해를 입어 중화기와 기관총 대부분을 상실했다. 5월 하순의 전차2사단이 보유한 중화기는 전차 12량과 화포 7문뿐이었다. 6월 1일에 일본군 잔존 부대는 퇴각을 했다.
루손섬 북쪽의 아파리에도 6월 23일 연합군이 공수 강하를 통해, 카가얀 계곡을 방어하고 남진 중이던 일본군 제103사단을 격파했다.
남북에서 협공을 받은 상무집단은 더 깊은 산 속으로 숨어들었다. 바기오 방면에서 철수한 제23사단 등과 발레타 방면에서 철수한 제10사단 등이 합류해 복식 외곽 진지에서 마지막 저항을 시도했지만 이미 살아남은 병력은 약 20%로 감소했다.

### 말기의 전투 상황
대부분 루손섬의 정글 속으로 숨어든 일본군은 식량보급마저 완전히 끊기고, 아사자가 생기고, 말라리아와 이질에 걸리는 사람이 속출했다. 부대 통제는 이뤄지지 못했고, 소부대로 산에 흩어져 생활하고 있었다. 항복은 엄격히 금지되어 있었기 때문에 전염병에 걸린 사람은 그대로 자결했고, 쇠약해진 일본군은 항일 게릴라와 현지 부족들의 습격을 받아 점점 죽어갔다. 굶주린 일본군은 음식을 찾아 마을이나 현지인을 습격하였다.
종전 4일 후, 8월 19일 야마시타 장군은 휴전명령을 수용했다. 그러나 분산된 각 부대에 연락이 여의치 않았기 때문에, 반년에 걸쳐 드디어 전군이 항복했다. 일본군이 항복할 때까지 20만 명이 전사 또는 병사를 했다.

## 결과
전투는 상륙 이후 루손 섬 전역에서 몇 주동안 지속되었고, 더 많은 미군 부대가 추가로 투입되었다. 필리핀과 미군 게릴리라들도 또한 일본인 진지를 공격하여 여러 지역을 확보했다. 연합군은 3월 초에 루손 여러 지역에서 전략적으로, 경제적으로 중요한 위치를 점했다. 소수의 일본군 패잔병 부대가 섬의 북고 남동쪽 산악지역으로 후퇴를 했으며, 그곳에서 몇 개월을 포위당했다. 산 속에서 물자가 동이나자 저항을 멈추고 무조건 항복을 했지만, 흩어져 버런 패잔병 일부는 그후로도 몇 년간 산 속에 머물러 있었다. 일본군 사상자들은 경악할 정도로 많았으며, 일본군의 피해는 205,535명 전사에, 9,050명이 포로로 잡혀다. 연합군의 손실은 살짝 적었으며,필리핀군 (게릴라 포함)110,340명 전사 하였다. 미군 전사 8,310명에, 29,560명이 부상자로 기록되었다. 그러나 민간인 사상자들은 12만 명에서 14만 명에 사망자가 났다.

## 참전 병력

### 일본군
- 제14방면군 (야마시타 도모유키 대장)
  - 상무집단 (尚武集団, 북부)
  - 진무집단 (振武集団, 마닐라 동북)
  - 겐무집단 (建武集団, 마닐라 북서부)

### 연합군
- 남태평양 지역군(사령관 : 더글러스 맥아더 장군)
  - 미6군 (루손) 월터 크루거 중장 및 7개 사단과 2개의 야전포병군 기간병
  - 미8군 (기타 제도) 로버트 아이첼버거 중장 ... 총 11개 사단
  - 영국-호주 연합군 - 브래머 대장
  - 연합국 공군 - 조지 케니 장군
  - 연합국 해군 (제7함대 주력) - 토마스 C. 킨케이드 중장

## 같이 보기
- 링가옌만 상륙전
- 마닐라 전투 (1945년)
- 잔류 일본병
- 마닐라 대학살